# Album al numero uno nella Billboard 200 nel 2004

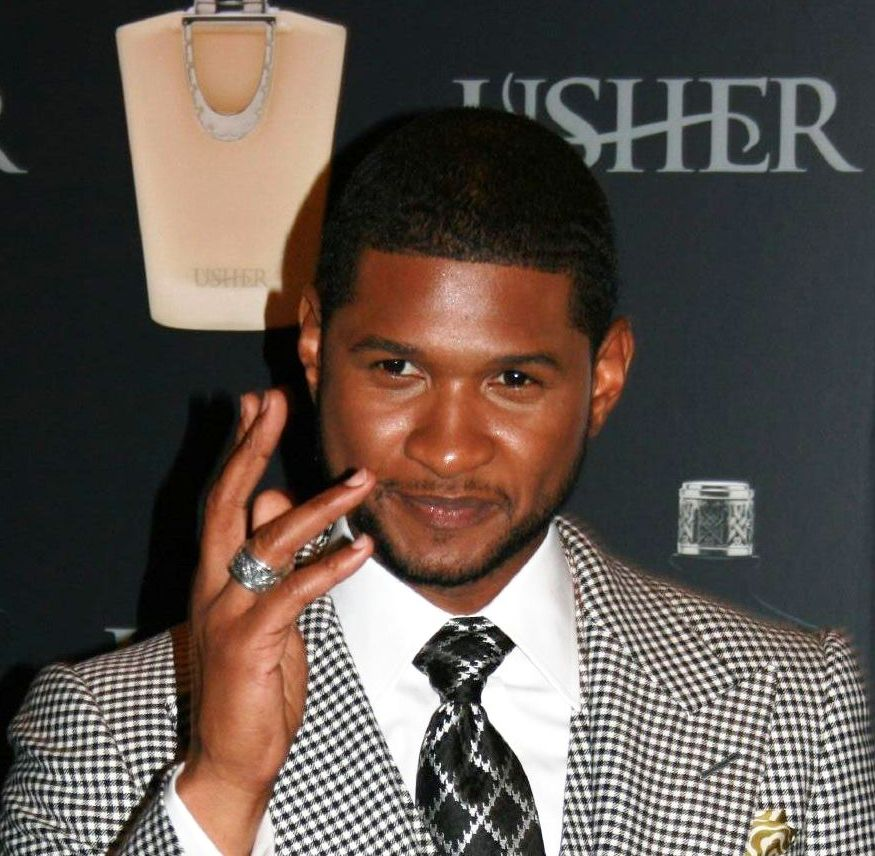
Confessions, album del cantante R&B Usher, è stato l'album con la maggior permanenza in vetta del 2003, con 9 settimane non consecutive, nonché quello più venduto con quasi 8 milioni di copie accumulato entro la fine dell'anno.

Di seguito è proposta la lista degli album al numero uno nella Billboard 200 nel 2004.
La Billboard 200, pubblicata dalla rivista Billboard, è una classifica settimanale che considera i 200 album e EP più venduti negli Stati Uniti. I dati sono raccolti e compilati dalla Nielsen SoundScan prendendo in considerazione le vendite fisiche degli album accumulate settimanalmente.
Durante il 2004 sono stati 27 gli album che hanno raggiunto la prima posizione della Billboard 200, ai quali si aggiungono The Diary of Alicia Keys e Speakerboxxx/The Love Below, rispettivamente di Alicia Keys e degli OutKast, che erano già saliti alla vetta nel 2003.
Confessions, del cantante americano Usher, è stato l'album più venduto del 2004, collezionando poco meno di 8 milioni di copie vendute entro la fine dell'anno. L'album ha debuttato in vetta alla classifica con 1.096 milioni di copie nei soli Stati Uniti, stabilendo il nuovo record per le migliori vendite nella settimana di debutto per un artista R&B. Il successo di Confessions è stato anche alimentato dai singoli estratti, 4 sui 5 dei quali (Yeah!, Burn, Confessions Part II e My Boo) hanno raggiunto la prima posizione della Billboard Hot 100 del 2004.
Feels Like Home, album della cantautrice americana Norah Jones, ha venduto 3.8 milioni di copie ed è stato il secondo album più venduto del 2004. Feels Like Home viene ricordato per le vendite di 1.02 milioni di copie ottenute nella settimana di debutto, il secondo più alto per un'artista femminile dietro a Oops!... I Did It Again di Britney Spears che nel 2000 debuttò con 1.32 milioni di copie.

## Billboard 200
| † | Indica l'album con le migliori prestazioni del 2004. |

| Data         | Album                                   | Artista             | Tot. sett. #1 | Unità vendute | Fonti  |
| ------------ | --------------------------------------- | ------------------- | ------------- | ------------- | ------ |
| 3 gennaio    | The Diary of Alicia Keys                | Alicia Keys         | 2             | 370.000       | [ 8 ]  |
| 10 gennaio   | Speakerboxxx/The Love Below             | OutKast             | 7             | 374.000       | [ 9 ]  |
| 17 gennaio   | Speakerboxxx/The Love Below             | OutKast             | 7             | 86.000        | [ 10 ] |
| 24 gennaio   | Closer                                  | Josh Groban         | 1             | 100.000       | [ 11 ] |
| 31 gennaio   | Speakerboxxx/The Love Below             | OutKast             | 7             | 97.000        | [ 12 ] |
| 7 febbraio   | Speakerboxxx/The Love Below             | OutKast             | 7             | 86.000        | [ 13 ] |
| 14 febbraio  | Kamikaze                                | Twista              | 1             | 312.000       | [ 14 ] |
| 21 febbraio  | When the Sun Goes Down                  | Kenny Chesney       | 1             | 550.000       | [ 15 ] |
| 28 febbraio  | Feels Like Home                         | Norah Jones         | 6             | 1.020.000     | [ 16 ] |
| 6 marzo      | Feels Like Home                         | Norah Jones         | 6             | 395.000       | [ 17 ] |
| 13 marzo     | Feels Like Home                         | Norah Jones         | 6             | 280.000       | [ 18 ] |
| 20 marzo     | Feels Like Home                         | Norah Jones         | 6             | 204.000       | [ 19 ] |
| 27 marzo     | Feels Like Home                         | Norah Jones         | 6             | 183.000       | [ 20 ] |
| 3 aprile     | Feels Like Home                         | Norah Jones         | 6             | 147.000       | [ 21 ] |
| 10 aprile    | Confessions †                           | Usher               | 9             | 1.096.000     | [ 22 ] |
| 17 aprile    | Confessions †                           | Usher               | 9             | 486.000       | [ 23 ] |
| 24 aprile    | Confessions †                           | Usher               | 9             | 463.000       | [ 24 ] |
| 1º maggio    | Confessions †                           | Usher               | 9             | 302.000       | [ 25 ] |
| 8 maggio     | Confessions †                           | Usher               | 9             | 253.000       | [ 26 ] |
| 15 maggio    | D12 World                               | D12                 | 1             | 545.000       | [ 27 ] |
| 22 maggio    | Confessions †                           | Usher               | 9             | 267.000       | [ 28 ] |
| 29 maggio    | Confessions †                           | Usher               | 9             | 227.000       | [ 29 ] |
| 5 giugno     | Confessions †                           | Usher               | 9             | 214.000       | [ 30 ] |
| 12 giugno    | Under My Skin                           | Avril Lavigne       | 1             | 381.000       | [ 31 ] |
| 19 giugno    | Confessions †                           | Usher               | 9             | 194.000       | [ 32 ] |
| 26 giugno    | Contraband                              | Velvet Revolver     | 1             | 256.000       | [ 33 ] |
| 3 luglio     | To the 5 Boroughs                       | Beastie Boys        | 1             | 360.000       | [ 34 ] |
| 10 luglio    | Kiss of Death                           | Jadakiss            | 1             | 246.000       | [ 35 ] |
| 17 luglio    | The Hunger For More                     | Lloyd Banks         | 2             | 434.000       | [ 36 ] |
| 24 luglio    | The Hunger For More                     | Lloyd Banks         | 2             | 164.000       | [ 37 ] |
| 31 luglio    | License to Chill                        | Jimmy Buffett       | 1             | 239.000       | [ 38 ] |
| 7 agosto     | Autobiography                           | Ashlee Simpson      | 3             | 398.000       | [ 39 ] |
| 14 agosto    | Now 16                                  | Artisti vari        | 2             | 504.000       | [ 40 ] |
| 21 agosto    | Autobiography                           | Ashlee Simpson      | 3             | 286.000       | [ 41 ] |
| 28 agosto    | Autobiography                           | Ashlee Simpson      | 3             | 263.000       | [ 42 ] |
| 4 settembre  | Now 16                                  | Artisti vari        | 2             | 207.000       | [ 43 ] |
| 11 settembre | Live Like You Were Dying                | Tim McGraw          | 2             | 766.000       | [ 44 ] |
| 18 settembre | Live Like You Were Dying                | Tim McGraw          | 2             | 227.000       | [ 45 ] |
| 25 settembre | What I Do                               | Alan Jackson        | 1             | 178.000       | [ 46 ] |
| 2 ottobre    | Suit                                    | Nelly               | 1             | 396.000       | [ 47 ] |
| 9 ottobre    | American Idiot                          | Green Day           | 3             | 267.000       | [ 48 ] |
| 16 ottobre   | Feels Like Today                        | Rascal Flatts       | 1             | 201.000       | [ 49 ] |
| 23 ottobre   | 50 Number Ones                          | George Strait       | 2             | 343.000       | [ 50 ] |
| 30 ottobre   | 50 Number Ones                          | George Strait       | 2             | 190.000       | [ 51 ] |
| 6 novembre   | Stardust: The Great American Songbook 3 | Rod Stewart         | 1             | 240.000       | [ 52 ] |
| 13 novembre  | Unfinished Business                     | R. Kelly & Jay-Z    | 1             | 215.000       | [ 53 ] |
| 20 novembre  | Now 17                                  | Artisti vari        | 1             | 407.000       | [ 54 ] |
| 27 novembre  | Encore                                  | Eminem              | 4             | 711.000       | [ 55 ] |
| 4 dicembre   | Encore                                  | Eminem              | 4             | 871.000       | [ 56 ] |
| 11 dicembre  | How to Dismantle an Atomic Bomb         | U2                  | 1             | 840.000       | [ 57 ] |
| 18 dicembre  | Collision Course                        | Jay-Z & Linkin Park | 1             | 368.000       | [ 58 ] |
| 25 dicembre  | The Red Light District                  | Ludacris            | 1             | 322.000       | [ 59 ] |

Note:
1. ↑  Ha raggiunto il numero uno anche nel 2003
2. 1 2  Ha raggiunto il numero uno anche nel 2003
3. ↑  Ha raggiunto il numero uno anche nel 2005
4. ↑  Ha raggiunto il numero uno anche nel 2005